# Championnats du monde de cyclisme sur piste juniors 2016
Navigation
Édition précédente Édition suivante

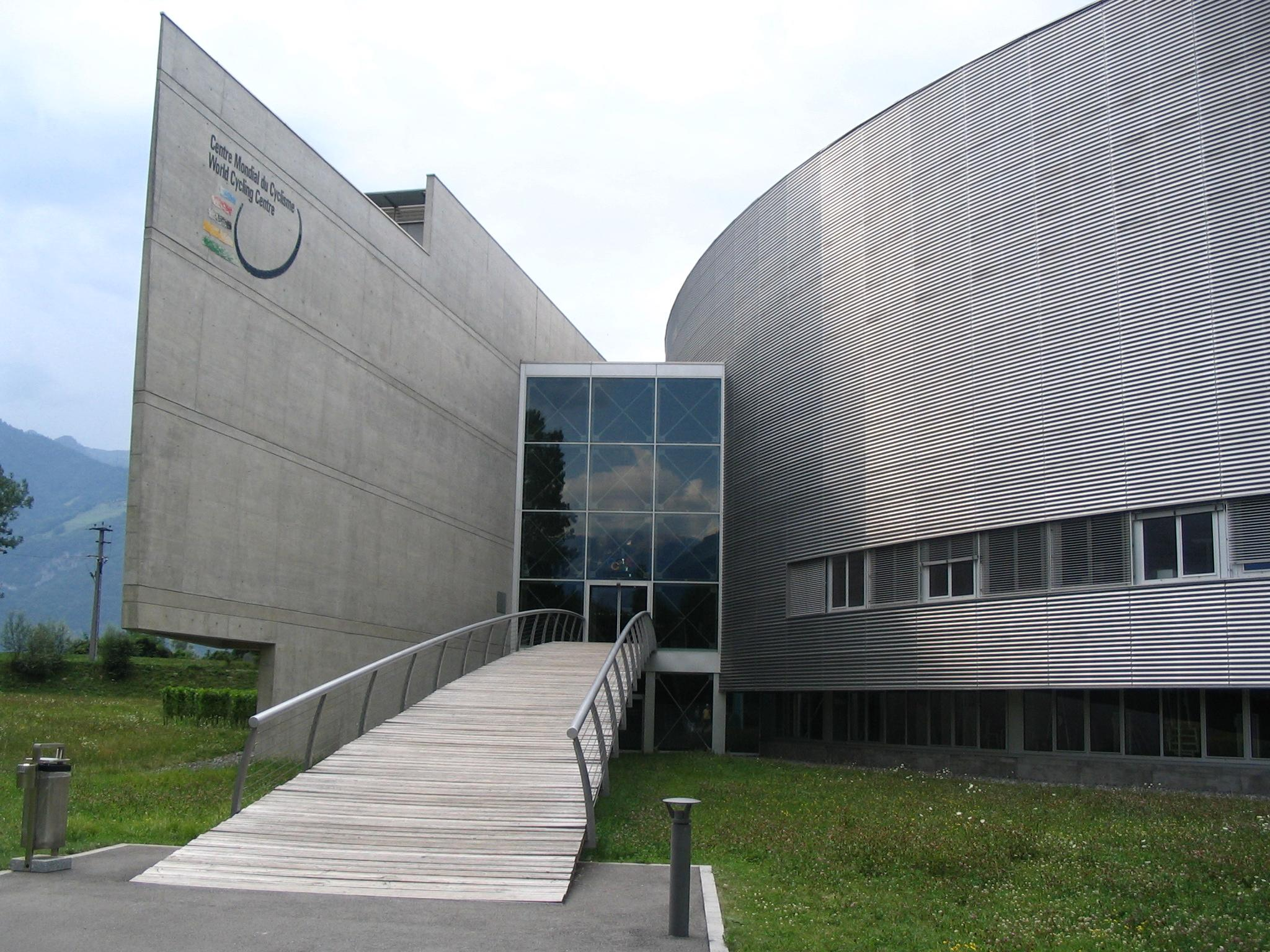
Le Centre mondial du cyclisme à Aigle

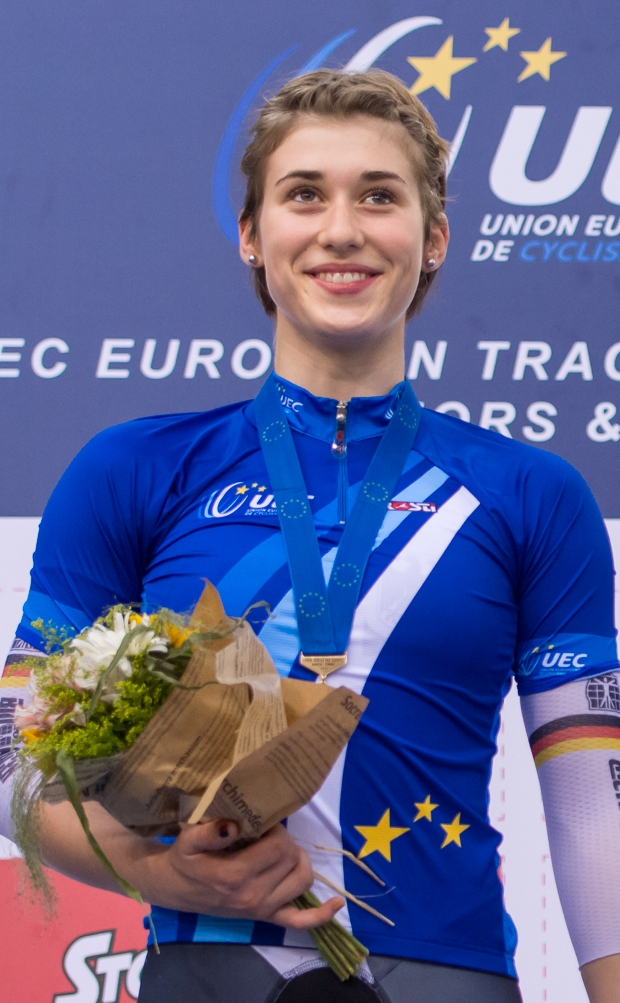
L'Allemande Pauline Grabosch (ici aux championnats d'Europe 2015) remporte deux titres et bat un record du monde.

Les Championnats du monde de cyclisme sur piste juniors 2016 ont lieu du 20 au 24 juillet 2016 au Centre mondial du cyclisme d'Aigle, en Suisse. Les championnats sont réservés aux coureurs nés en 1998 et 1999 (17/18 ans).
Le président de l'UCI, Brian Cookson, a expliqué les raisons de la décision d'organiser ces mondiaux au siège de l'UCI. Pour encourager le cyclisme dans les pays en développement, les athlètes de ces nations sont invités au frais de la Fédération internationale quatre semaines avant le début des championnats, pour s'entraîner à Aigle. L'UCI fournit également des mécaniciens et des vélos de course et un hébergement local à un tarif abordable. 
Pour la première fois dans un championnat du monde, une course à l'américaine féminine a lieu, en tant que discipline de démonstration. Cette discipline, l'une des plus anciennes du cyclisme sur piste est jusque-là réservée aux cyclistes masculins. Néanmoins, des championnats nationaux pour femmes existent dans cette discipline dans certains pays comme en Australie ou aux Pays-Bas. Ce sont les Australiennes Jade Haines et Ruby Roseman-Gannon qui se sont imposées.
300 cyclistes venant de 43 pays participent à ces mondiaux. La piste se révèle être particulièrement rapide, puisque plusieurs records mondiaux et nationaux juniors sont battus durant ces championnats.
Le coureur mongol Batsaikhan Teshbayar qui s'est entraîné au Centre mondial du cyclisme depuis avril 2016 remporte la médaille d'or de la course scratch. C'est la première médaille dans un championnat du monde cycliste pour la Mongolie. Le pays participait pour la première fois à des mondiaux sur piste.

## Podiums masculins
| Épreuves               | Or                                                                      | Argent                                                                  | Bronze                                                             |
| ---------------------- | ----------------------------------------------------------------------- | ----------------------------------------------------------------------- | ------------------------------------------------------------------ |
| Kilomètre              | Stefan Ritter                                                           | Bradly Knipe                                                            | Na Jung-gyu                                                        |
| Keirin                 | Conor Rowley                                                            | Martin Čechman                                                          | David Orgambide                                                    |
| Vitesse individuelle   | Bradly Knipe                                                            | Conor Rowley                                                            | Stefan Ritter                                                      |
| Vitesse par équipes    | Russie Mikhaïl Dmitriev Pavel Rostov Dmitry Nesterov                    | Australie Cameron Scott Conor Rowley Harrison Lodge                     | Allemagne Nik Schröter Carl Hinze Felix Zschocke                   |
| Poursuite individuelle | Stefan Bissegger                                                        | Rasmus Pedersen                                                         | Bastian Flicke                                                     |
| Poursuite par équipes  | Nouvelle-Zélande Campbell Stewart Jared Gray Thomas Sexton Connor Brown | Danemark Rasmus Pedersen Mathias Larsen Julius Johansen Kristian Kaimer | Grande-Bretagne Matthew Walls Reece Wood Ethan Hayter Rhys Britton |
| Scratch                | Batsaikhan Teshbayar                                                    | Daniel Babor                                                            | Moreno Marchetti                                                   |
| Course aux points      | Szymon Krawczyk                                                         | Matthew Walls                                                           | Li Wen-chao                                                        |
| Américaine             | Suisse Marc Hirschi Reto Müller                                         | Nouvelle-Zélande Campbell Stewart Thomas Sexton                         | Australie Kelland O'Brien Cameron Scott                            |
| Omnium                 | Campbell Stewart                                                        | Tomás Contte                                                            | Julius Johansen                                                    |

## Podiums féminins
| Épreuves               | Or                                                                       | Argent                                                                      | Bronze                                                                  |
| ---------------------- | ------------------------------------------------------------------------ | --------------------------------------------------------------------------- | ----------------------------------------------------------------------- |
| 500 mètres             | Pauline Grabosch                                                         | Guo Yufang                                                                  | Kim Soo-hyun                                                            |
| Keirin                 | Sara Kankovska                                                           | Gloria Manzoni                                                              | Guo Yufang                                                              |
| Vitesse individuelle   | Pauline Grabosch                                                         | Guo Yufang                                                                  | Hetty van de Wouw                                                       |
| Vitesse par équipes    | Nouvelle-Zélande Emma Cumming Ellesse Andrews                            | Italie Gloria Manzoni Martina Fidanza                                       | Chine Guo Yufang Chen Shaoyue                                           |
| Poursuite individuelle | Maria Novolodskaya                                                       | Jade Haines                                                                 | Ellesse Andrews                                                         |
| Poursuite par équipes  | Italie Elisa Balsamo Chiara Consonni Letizia Paternoster Martina Stefani | Nouvelle-Zélande Michaela Drummond Emily Shearman Kate Smith Nicole Shields | France Pauline Clouard Typhaine Laurance Clara Copponi Valentine Fortin |
| Scratch                | Rebecca Raybould                                                         | Devaney Collier                                                             | Kristina Clonan                                                         |
| Course aux points      | Letizia Paternoster                                                      | Jessica Roberts                                                             | Wiktoria Pikulik                                                        |
| Omnium                 | Elisa Balsamo                                                            | Michaela Drummond                                                           | Maggie Coles-Lyster                                                     |

## Tableau des médailles
| Rang  | Nation           | Or | Argent | Bronze | Total |
| ----- | ---------------- | -- | ------ | ------ | ----- |
| 1     | Nouvelle-Zélande | 4  | 4      | 1      | 9     |
| 2     | Italie           | 3  | 2      | 1      | 6     |
| 3     | Allemagne        | 2  | 0      | 2      | 4     |
| 4     | Russie           | 2  | 0      | 0      | 2     |
| 4     | Suisse           | 2  | 0      | 0      | 2     |
| 6     | Australie        | 1  | 3      | 2      | 6     |
| 7     | Royaume-Uni      | 1  | 2      | 1      | 4     |
| 8     | Tchéquie         | 1  | 2      | 0      | 3     |
| 9     | Canada           | 1  | 1      | 2      | 4     |
| 10    | Pologne          | 1  | 0      | 1      | 2     |
| 11    | Mongolie         | 1  | 0      | 0      | 1     |
| 12    | Chine            | 0  | 2      | 2      | 4     |
| 13    | Danemark         | 0  | 2      | 1      | 3     |
| 14    | Argentine        | 0  | 1      | 0      | 1     |
| 15    | Corée du Sud     | 0  | 0      | 2      | 2     |
| 16    | Espagne          | 0  | 0      | 1      | 1     |
| 16    | France           | 0  | 0      | 1      | 1     |
| 16    | Pays-Bas         | 0  | 0      | 1      | 1     |
| 16    | Taipei chinois   | 0  | 0      | 1      | 1     |
| Total | Total            | 19 | 19     | 19     | 57    |

## Records du monde
| Date            | Épreuve                                           | Cycliste(s)                                                             | Performance              |
| --------------- | ------------------------------------------------- | ----------------------------------------------------------------------- | ------------------------ |
| 21 juillet 2016 | 500 mètres contre-la-montre féminin               | Guo Yufang                                                              | 34 s 571                 |
| 21 juillet 2016 | 500 mètres contre-la-montre féminin               | Pauline Grabosch                                                        | 34 s 023                 |
| 21 juillet 2016 | Poursuite par équipes masculine sur 4 000 mètres  | Nouvelle-Zélande Campbell Stewart Jared Gray Thomas Sexton Connor Brown | 4 min 01 s 409 en finale |
| 22 juillet 2016 | Poursuite individuelle féminine sur 2 000 mètres  | Maria Novolodskaya                                                      | 2 min 22 s 410 en série  |
| 23 juillet 2016 | Poursuite individuelle masculine sur 3 000 mètres | Stefan Bissegger                                                        | 3 min 12 s 416 en finale |

## Diffusion
L'UCI diffuse en direct les cinq jours de compétitions sur sa chaîne youtube.